# Suchy Las
Suchy Las is een plaats in het Poolse district  Poznański, woiwodschap Groot-Polen. De plaats maakt deel uit van de gemeente Suchy Las en telt 4367 inwoners.

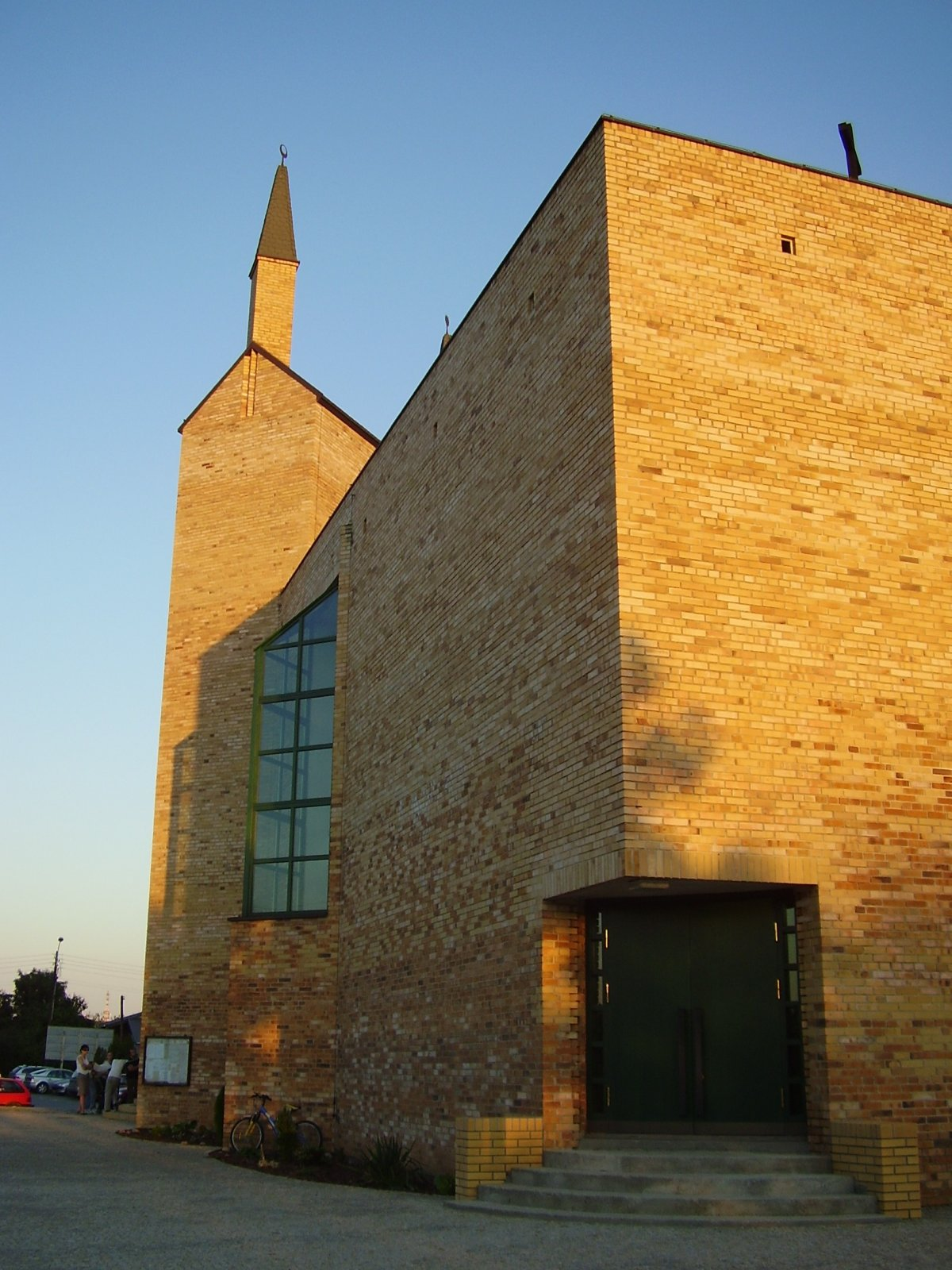
Een kerk